# Дом Давидовича (Таганрог)
Дом Давидовича — старинный особняк в Таганроге (ул. Греческая, 34).

## История дома
Одноэтажный дом на улице Греческой, 34 в городе Таганроге Ростовской области был построен во второй половине XIX века.
Известны владельцы и жители дома. Одноэтажный кирпичный дом с крыльцом и полуколоннами строился по проекту 1897 года на средства ученого человека, кандидата физико-математического факультета Санкт-Петербургского университета Давида-Шейль Абрама Давидовича. В 1897 году у них в семье (супруга Александра Давидовна) родился сын, названный Симеоном.
Рядом с этим зданием в 1910 году было построено здание из светлого кирпича, оцениваемое в 80 тысяч рублей — дороже, чем Дворец Алфераки. В настоящее время в нём находится Центральное городское отделение связи. Его владелец, банкир Александр Абрамович, умер от разрыва сердца в 49 лет, в августе 1911 года перед вселением его банковской конторы в построенное здание.
До 1925 года дом по Греческой улице, 34 был в собственности у Александры Давидовны, Марии Семеновны и Анания Давидовича Давидовичей.
Через месяц после кончины мужа вдова Давидович стала ведать делами банка. В её управление в банке произошло неприятное происшествие. Однажды сын известного в городе мещанина Алексея Порфирьевича Товеля, Владимир, служивший в конторе Давидовичей, перед сдачей денег в банк обнаружил пропажу одной тысячи рублей. Госпожа Давидович заявила отцу Владимира, что она подозревает в краже его сына, несмотря на то, что это не было доказано. Не вытерпев такого оскорбления Алексей Порфирьевич вышел из конторы, и, приехав домой, застрелился.
В годы советской власти здание было национализировано. В настоящее время здание освобождено хозяевами и находится в продаже.

## Архитектурные особенности
Дом на улице Греческой, 34 имеет П-образную форму и шесть окон с фасада. Дом кирпичный, асимметричной конструкции, имеет четырёхскатную крышу, боковые стены оштукатурены, без окон. Цоколь здания и фасад рустованы. Дом окрашен в жёлтый цвет, цоколь — в темно-серый, мелкие архитектурные элементы выделены белым цветом. Здание имеет междуэтажный карниз, венчающий карниз с зубчиками, пилястры, полуколонны украшают его окна. Над окнами выполнены замковые камни. Парадный вход с пилястрами находится в левой части здания. Над правыми окнами выделяется треугольный фронтон и аттик. Фасад здания и его боковые стены оштукатурены.
Над парадным входом также сделаны фигурные сандрики. Въезд во двор сделан с двух сторон через металлические ворота.